# Guillaume Le Briz
Pour les articles homonymes, voir Le Briz.
Guillaume Le Briz ou de Briz ou de Brie dit Méchin, († 2 février 1390/1391) ecclésiastique breton, évêque de Rennes (1384-1386) puis évêque de Dol-de-Bretagne (1386-1390/1391).

## Biographie
Guillaume de Briz chantre de Nantes est recommandé au duc Jean IV de Bretagne comme évêque de Rennes par l'antipape Clément VII le 30 avril 1384. Il intègre le conseil ducal avec Guy le Barbu chanoine de Vannes et frère du Chancelier.
Son épiscopat est court car il est transféré au siège de Dol-de-Bretagne le 27 août 1386. Le duc mécontent s'empare des « régales » de l'évêché de Rennes et son successeur devra attendre un an avant d'en obtenir le retour.

## Source
- Barthélemy-Amédée Pocquet du Haut-Jussé, Les Papes et les Ducs de Bretagne, COOP Breizh Spézet (2000)  (ISBN 284346 0778), chapitre IX « Jean IV - la Restauration » p. 324-325.